# Englische Cricket-Nationalmannschaft in Neuseeland in der Saison 2019/20
Die Tour der englischen Cricket-Nationalmannschaft nach Neuseeland in der Saison 2019/20 fand vom 1. November bis zum 3. Dezember 2019 statt. Die internationale Cricket-Tour ist Bestandteil der Internationalen Cricket-Saison 2019/20 und umfasste zwei Tests und fünf Twenty20s. England gewann die Twenty20-Serie 3–2, während Neuseeland die Test-Serie 1–0 für sich entschied.

## Vorgeschichte
Für beide Mannschaften war es die erste Tour der Saison. Das letzte Aufeinandertreffen der beiden Mannschaften bei einer Tour fand in der Saison 2017/18 in Neuseeland statt.

## Stadien
Die folgenden Stadien wurden für die Tour als Austragungsort vorgesehen.
| Stadion         | Stadt           | Kapazität | Spiele  |
| --------------- | --------------- | --------- | ------- |
| Eden Park       | Auckland        | 50.000    | 5. T20  |
| Hagley Oval     | Christchurch    | 20.000    | 1. T20  |
| Seddon Park     | Hamilton        | 10.000    | 2. Test |
| Bay Oval        | Mount Maunganui | 10.000    | 1. Test |
| McLean Park     | Napier          | 22.500    | 4. T20  |
| Saxton Oval     | Nelson          | 6.000     | 3. T20  |
| Westpac Stadium | Wellington      | 34.500    | 2. T20  |

## Kaderlisten
England benannte seine Kader am 23. September 2019. Neuseeland benannte seinen Test-Kader am 14. November 2019.
| Test | Test | Twenty20 | Twenty20 |
| Neuseeland | England | Neuseeland | England |
| --- | --- | --- | --- |
| - Kane Williamson (K) - Tom Latham (VK) - Todd Astle - Tom Blundell - Trent Boult - Lockie Ferguson - Colin de Grandhomme - Matt Henry - Daryl Mitchell - Henry Nicholls - Jeet Raval - Mitchell Santner - Tim Southee - Ross Taylor - Neil Wagner - BJ Watling (wk) | - Joe Root (K) - Ben Stokes (VK) - Jofra Archer - Jonny Bairstow - Stuart Broad - Rory Burns - Jos Buttler (wk) - Zak Crawley - Sam Curran - Joe Denly - Jack Leach - Saqib Mahmood - Matthew Parkinson - Ollie Pope - Dominic Sibley - Chris Woakes | - Tim Southee (K) - Trent Boult - Lockie Ferguson - Colin de Grandhomme - Martin Guptill - Scott Kuggeleijn - Daryl Mitchell - Colin Munro - James Neesham - Mitchell Santner - Tim Seifert (wk) - Ish Sodhi - Ross Taylor - Blair Tickner | - Eoin Morgan (K) - Sam Billings (VK, wk) - Jonny Bairstow - Tom Banton - Pat Brown - Sam Curran - Tom Curran - Joe Denly - Lewis Gregory - Chris Jordan - Saqib Mahmood - Dawid Malan - Matthew Parkinson - Adil Rashid - James Vince |

## Tour Match
| 27. Oktober Scorecard | Lincoln | New Zealand XI 172-4 (20)        | – | England XI 178-4 (18.1) |
|                       |         | England XI gewinnt mit 6 Wickets |   |                         |

| 29. Oktober Scorecard | Lincoln | England XI 188-6 (20)                | – | New Zealand XI 191-2 (18.3) |
|                       |         | New Zealand XI gewinnt mit 8 Wickets |   |                             |

| 12. – 13. November Scorecard | Whangārei | England XI 376-5d (87) | – | New Zealand XI 285-5 (75) |
|                              |           | Remis                  |   |                           |

| 15. – 17. November Scorecard | Whangārei | New Zealand XI 302-6d (84) & 169-8 (68) | – | England XI 405 (117.5) |
|                              |           | Remis                                   |   |                        |

## Twenty20 Internationals

### Erstes Twenty20 in Christchurch
| 1. November Scorecard | Christchurch (HO) | Neuseeland 153-5 (20)         | – | England 154-3 (18.3) |
|                       |                   | England gewinnt mit 7 Wickets |   |                      |

### Zweites Twenty20 in Wellington
| 3. November Scorecard | Wellington (WS) | Neuseeland 176-8 (20)          | – | England 155 (19.5) |
|                       |                 | Neuseeland gewinnt mit 21 Runs |   |                    |

### Drittes Twenty20 in Nelson
| 5. November Scorecard | Nelson | Neuseeland 180-7 (20)          | – | England 166-7 (20) |
|                       |        | Neuseeland gewinnt mit 14 Runs |   |                    |

### Viertes Twenty20 in Napier
| 8. November Scorecard | Napier | England 241-3 (20)          | – | Neuseeland 165 (16.5) |
|                       |        | England gewinnt mit 76 Runs |   |                       |

### Fünftes Twenty20 in Auckland
| 10. November Scorecard | Auckland | Neuseeland 146-5 (11/11) / 8-1 (1) | – | England 146-7 (11/11) / 17-0 (1) |
|                        |          | England gewinnt nach Super Over    |   |                                  |

Nachdem England im Juli den Cricket World Cup 2019 gegen Neuseeland im Super Over gewonnen hatte, war dieses auch im Serienfinale der Fall. Der Engländer Jonny Bairstow wurde auf Grund von fluchen auf dem Feld mit einer Strafe belegt.

## Tests

### Erster Test in Mount Maunganui
| 21. – 25. November Scorecard | Mount Maunganui | England 353 (124) & 197 (96.2)                   | – | Neuseeland 615-9d (201) |
|                              |                 | Neuseeland gewinnt mit einem Innings und 65 Runs |   |                         |

### Zweiter Test in Hamilton
| 29. November – 3. Dezember Scorecard | Hamilton | Neuseeland 375 (129.1) & 241-2 (75) | – | England 476 (162.5) |
|                                      |          | Remis                               |   |                     |